# Angelo Tarchi (compositeur)
Pour les articles homonymes, voir Angelo Tarchi.
Angelo Tarchi, né vers 1760 à Naples (Royaume de Naples) et mort le 19 août 1814 à Paris est un compositeur italien d'opéra, élève de Lorenzo Fago et de Nicola Sala.

## Biographie
Angelo Tarchi entre en 1771, au Conservatoire de la Pietà dei Turchini de Naples, où il fait ses études sous la direction de Lorenzo Fago et de Nicola Sala. Son premier opéra, L'Archetiello, est exécuté au conservatoire en 1778 avec un succès tel que le roi ordonne qu'il soit représenté au palais de Caserta. Suivent trois opéras-comiques créés avec succès à Naples de 1778 à 1780. En 1781, il s'installe à Rome, où il compose plusieurs opéras au cours des quatre années suivantes. Il fait ses débuts avec L'Archetiello en 1781, puis produit une quarantaine d'ouvrages donnés à Milan, Venise, Florence, Turin, Rome et Naples. En 1785, il s'installe à Florence et y concentre ses activités jusqu'à son départ pour Milan en 1787. Il crée dans cette ville son premier opera seria, Ademira, en 1783, et à partir du Carnaval de 1785 la plupart de ses travaux appartiennent à ce genre. Compositeur prolifique, même pour son temps, il compose habituellement de quatre à six opéras chaque année ; peut-être son œuvre la plus réussie au cours de cette période est-elle Ariarate, créée à Milan en 1786, également exécutée à Naples et ailleurs.
En décembre 1787, Tarchi est nommé directeur musical et compositeur du Her Majesty's Theatre à la Haymarket de Londres, poste qu'il occupe jusqu'en juin 1789. Il avait auparavant composé la musique pour Virginia, un pasticcio, exécuté au Her Majesty's Theatre par le castrat Giovanni Maria Rubinelli, à l'occasion de ses débuts, le 4 mai 1786. On a du mal à savoir, pourtant, si lui-même est allé à Londres ou non à ce moment-là. Deux de ses opéras furent créés au Her Majesty's Theatre en 1789 : Il disertore francese et La generosità di Alessandro. Il vient s'établir à Paris en 1790 et y fait représenter son opéra Il conte de Saldagna composé en 1787 et de nombreux opéras dont Le Cabriolet jaune, Le Trente et Quarante et Le Général suédois. Deux nouveaux opéras-comiques y sont donnés en 1790-1791.
Tarchi retourne en Italie en 1791 et y reste travailler au cours des années suivantes. À ce moment de sa carrière sa production d'opéras se ralentit à « seulement » deux ou trois par an. En 1793, il tombe malade au cours d'une visite à Naples ; la convalescence est lente et il n'écrit plus de nouvel opéra jusqu'au Carnaval de 1794-1795. Sa production d'opéras se ralentit encore plus à ce moment. Ses dernières œuvres italiennes sont exécutées au début de 1797. Il s'installe alors à Paris et essaye de s'établir comme compositeur d'opéras-comiques, réalisant sept œuvres entre la fin de 1798 et le début de 1802. Mais il ne trouva jamais la formule qui lui aurait permis de réussir dans ce genre.
Même si une certaine influence italienne ne déplaisait pas à ceux qui écoutaient des opéras-comiques à cette époque, la musique de Tarchi semble être restée d'un goût trop italien pour plaire absolument. Plusieurs de ses tentatives aboutirent à des échecs et finalement il abandonna la scène, restant à Paris comme un maître de chant à la mode. Son opéra D'Auberge en Auberge (1800) est peut-être ce qu'il a composé de mieux dans la dernière partie de sa carrière.
Il est inhumé au cimetière du Père-Lachaise à Paris (11e division).

## Opéras
- L'archetiello (1778) ;
- I viluppi amorosi (1778) ;
- Il barbiere di Arpino (1779) ;
- Il rè alla caccia (1780) ;
- Le disgrazie fortunate (1781) ;
- Don Fallopio (1782) ;
- Il guerriero immaginario (1783) ;
- Ademira (1783) ;
- I fratelli Pappamosca (1784) ;
- Bacco ed Arianna (1784) ;
- Le cose d'oggi giorno divise in trenta tomi, tomo primo, parte prima (1784) ;
- Il matrimonio per contrattempo (1785) ;
- Mitridate rè di Ponto (1785) ;
- L'Arminio (1785) ;
- Ifigenia in Aulide (1785) ;
- La Virginia (1785) ;
- Ifigenia in Tauride (1785) ;
- Ariarate (1786) ;
- Publio (1786) ;
- Demofoonte (1786) ;
- Il trionfo di Clelia (1786) ;
- Demetrio (1787) ;
- Melite riconosciuta (1787) ;
- Il conte di Saldagna (1787) ;
- Le nozze di Figaro (1787) ;
- Antioco (1787) ;
- Le due rivali (1787/1788) ;
- Alessandro nelle Indie (1788) ;
- Artaserse (1788) ;
- Ezio (1789) ;
- Il disertore francese (1789) ;
- La generosità di Alessandro (1789) ;
- La finta baronessa (1790) ;
- Giulio Sabino (1790) ;
- Il cavaliere errante (1790) ;
- Lo spazzacamino principe (1790) ;
- L'apoteosi d'Ercole (1790) ;
- Don Chisciotte (1791) ;
- Tito Manlio (1791) ;
- La morte di Nerone (1792)  ;
- L'Olimpiade (1792) ;
- Adrasto rè d'Egitto (1792) ;
- Ezio (1792) ;
- Dorval e Virginia (1793) ;
- Lo stravagante (1793) ;
- Le Danaide (1794) ;
- L'impostura poco dura (1795) ;
- Ciro riconosciuto (1796) ;
- La congiura pisoniana (1797) ;
- Ester (1797) ;
- Alessandro nelle Indie (1798) ;
- Le Cabriolet jaune, ou Le Phénix d'Angoulême (1798) ;
- Aurore de Gusman (1799) ;
- Le Général suédois (1799) ;
- Le Trente et quarante (1799) ;
- D'Auberge en auberge, ou Les Préventions (1800) ;
- Une Aventure de M. de Sainte-Foix, ou Le coup d'épée (1802) ;
- Astolphe et Alba, ou A Quoi la fortune (1802) ;
- Il Pimmaglione (?) ;

## Source
- (en) Cet article est partiellement ou en totalité issu de l’article de Wikipédia en anglais intitulé « Angelo Tarchi » (voir la liste des auteurs).
- Dennis Libby, Marita P. McClymonds. The Grove Dictionary of Opera (en), publié par Stanley Sadie (1992).  (ISBN 0-333-73432-7 et 1-56159-228-5)